# النادي الإسماعيلي
النادي الإسماعيلي الرياضي هو نادي كرة قدم مصري أُسِّس عام 1924 في مدينة الإسماعيلية بمصر. ويشارك النادي في مسابقة الدوري المصري الممتاز، وملعب الفريق الرئيسي هو استاد الإسماعيلية الذي يسع 35,000 متفرج.
استطاع النادي الوصول لدوري أبطال إفريقيا 10 مرات من ضمنها عام 1969 حينما فاز بلقب البطولة وأصبح أول فريق مصري في التاريخ يفوز بها، كما شارك في أعوام 1970 و1971 و1972 و1973،  حيث في عام 1970 خرج من دور النصف النهائي على يد فريق غاني بالرغم من استعار عدة لاعبين من أندية مصرية أخرى، ورغم ذلك خرج الإسماعيلي من الدور نصف النهائي على يد فريق غاني.  عام 1973 وصل الاسماعيلي إلى الربع النهائي من البطولة الإفريقية وكان الأقرب للفوز بها ولكنه انسحب بسبب حرب أكتوبر 1973 ، وفي عام 1986 وصل النادي إلى نصف نهائي كأس الكؤوس الإفريقية حينما لعب أمام الأهلي وخرج بفارق الأهداف  وتعادل في مجموع المبارتين 1/1 بالرغم من اضاعة الإسماعيلي لركلة جزاء عن طريق عماد سليمان ، وفي عام 1995 عندما خرج من الدور قبل النهائي، وفي عام 1992 حينما خرج من الدوري نصف النهائي، وفي عام 2003 حين انهزم في المباراة النهائية، وفي عام 2010 عندما خرج من دور المجموعات، وفي عام 2019 عندما خرج من دور المجموعات، كما استطاع الفوز بالدوري العام المصري 3 مرات وكأس مصر مرتين، ويشتهر الإسماعيلي بلقب الدراويش

## تاريخ
يرجع تاريخ إنشاء النادي الإسماعيلي إلى عام 1924 عندما ظهرت على السطح فكرة إنشاء نادي مصري بالإسماعيلية، ولكن هذه الفكرة لم تر النور وتظهر على أرض الواقع إلا في عام 1921 عندما تم بناء النادي بالجهود الذاتية وعن طريق جمع التبرعات من الأهالي.
وكان مقر هذا النادي هو مكان سوق الجمعة حاليًا وكان اسمه في ذلك الوقت نادي النهضة وتم إشهاره عام 1924، ثم أصبح هذا النادي ـ الإسماعيلي أو النهضة ـ عضوًا في اتحاد كرة القدم المصري عام 1926.
وفي بداية عهده كان النادي متواضعًا للغاية؛ حيث كان مبنيًا بسور من الطوب اللبن وبه حجرة واحدة لخلع الملابس وملعب لكرة القدم، وكان الملعب رمليًّا وبجواره كشك خشبي لا تزيد مساحته عن أربعة أمتار. وفي عام 1931 تمت إزالة الكشك الخشبي وزراعة الأرض بالنجيل وتم إنشاء مبنى متواضع يحتوي على غرفتين ولكن كان هذا المبنى غير لائق بالإسماعيلية، لذلك تضافرت جهود الأهالي من أجل إنشاء مقر جديد للنادي يليق بالإسماعيلية، وقد تحقق ذلك في عام 1943 وحصل النادي على قطعة أرض تبلغ مساحتها نحو 15 ألف متر، وانتقل النادي إلى مقره الجديد وهو مبنى رعاية الشباب حاليًا، وكان الإسماعيلي أول نادٍ مصري بالإسماعيلية حيث كانت جميع الأندية الموجودة في ذلك الوقت تابعة للجاليات الأجنبية في الإسماعيلية ومنطقة القناة.
وقد بلغت تكاليف إنشاء النادي الإسماعيلي 6453 جنيهًا وتبرع الأهالي والتجار من أجل إنشائه، وتبرع كل من المقاول محمد علي أحمد بمبلغ 357 جنيه، والدكتور سليمان عيد وصالح عيد بمبلغ 500 جنيه، والحاج محمد محمد سليمان بمبلغ 100 جنيه، وبنفس المبلغ السيد أبو زيد المنياوي، والشيخ أحمد عطا بمبلغ 75 جنيه، وكل من أحمد ذكرى وعبد الرحمن السجاعي بمبلغ 50 جنيه، والحاج محمد سهمود وفهمي ميخائيل بمبلغ 30 جنيه، والحاج أحمد علي أبو زيد المنياوي بمبلغ 25 جنيه، والخواجة بنايوتي فاصوليس بمبلغ 20 جنيه.
وكانت أول مباراة على الاستاد الجديد بين النادي الإسماعيلي ومنتخب الجيش الإنجليزي (قنال ايريال) وتم افتتاح النادي الجديد يوم الأحد 11 إبريل عام 1947، وأقيم احتفال كبير لهذه المناسبة وحضر حفل الافتتاح محمد حيدر باشا ياور الملك فاروق نائبًا عنه، وكان حيدر باشا في ذلك الوقت رئيس الاتحاد المصري لكرة القدم ووكيل اللجنة الأهلية للرياضة، وقام الحكمدار المساعد للقناة بمدينة الإسماعيلية القائمقام محمد فريد بقص الشريط نائبًا عن محافظ القناة.
وأقيمت مباراة الافتتاح على النادي الجديد بين الإسماعيلي (الإسماعيلية) ونادي فاروق الأول (الزمالك) وانتهت بفوز الإسماعيلي 3–2، ومثل الإسماعيلي في هذه المباراة كل من: يانجو والسيد أبو جريشه وسالم سالم وعلي حجازي وأنوس الكبير ومحمد عبد السلام وعلي لافي وأحمد منصور وإبراهيم حبلص وسيد شارلي وعوض عبد الرحمن، وكان الكابتن حلمي مصطفى هم مدرب الإسماعيلي آنذاك. وتأسس نادي الإسماعيلي عام 1924 تحت مسمى نادي النهضة الرياضي.
ثم في عام 1929 تغير اسمه وعرف باسم نادي الإسماعيلي الرياضي، نسبًا لاسم المحافظة التي يوجد بها وهي محافظة الإسماعيلية. شارك في أول بطولة نظمت للدوري المصري الممتاز عام 1948. وفاز ببطولة الدوري عام 1967، وكان أول نادٍ عربي يفوز ببطولة قارية حين فاز بدوري أبطال أفريقيا عام 1969، الذي خرج منه في الدور نصف النهائي عام 1970 و1992. فاز بكأس مصر عام 1997 وكذلك عام 2000 بعدما حقق بطولة الدوري عام 1991. كما وصل إلى المباراة النهائية في كأس الاتحاد الأفريقي عام 2000. آخر بطولة فاز بها هي بطولة الدوري المصري الممتاز عام 2002. فيما وصل إلى المباراة النهائية من بطولة دوري أبطال أفريقيا لعام 2003، ولكنه خسر أمام نادي إنيمبا النيجيري. كما وصل إلى المبارة النهائية لدورى أبطال العرب 2003 في النسخة الأولى وخسر من نادي الصفاقسى التونسي بضربات الجزاء الترجيحية، وعندما حل وصيفًا للدوري المصري في موسم 2008–2009 شارك في دوري أبطال أفريقيا لكنه خرج من دوري المجموعات.

## بطولات الفريق
- الدوري المصري الممتاز (3): أعوام (1967 – 1991 – 2002)
- كأس مصر (2): 1997 – 2000
- دوري منطقة القناة (1): 1932
- دوري أبطال أفريقيا (1): 1969 (أول فريق مصري وعربي يحرز البطولة) – 2003 (وصيف)
- وصيف دوري أبطال العرب (1): 2004

## ديربي القناة
ديربي القناة هي المباراة التي تجمع بين فريقي المصري والإسماعيلي، والذين يعتبرا الناديين الأقدم والأقوى في منطقة قناة السويس.

### الدوري المصري
| م  | الفريق       | لعب | ف  | ت  | خ  | أ.له | أ.ع | أ.ف | نقاط |
| -- | ------------ | --- | -- | -- | -- | ---- | --- | --- | ---- |
| 10 | سموحة        | 34  | 10 | 12 | 12 | 36   | 43  | −7  | 42   |
| 11 | الإسماعيلي   | 34  | 9  | 13 | 12 | 35   | 38  | −3  | 40   |
| 12 | البنك الأهلي | 34  | 9  | 12 | 13 | 35   | 40  | −5  | 39   |

## اللاعبون

### تشكيلة الفريق الحالية
آخر تحديث في18 ديسمبر 2022

ملاحظة: تشير الأعلام إلى المنتخب الوطني على النحو المحدد في قواعد الأهلية للفيفا. قد يحمل اللاعبون أكثر من جنسية واحدة غير تابعة للفيفا.
| الرقم | البلد   | المركز | اللاعب                                |
| ----- | ------- | ------ | ------------------------------------- |
| 1     | مصر     | حارس   | محمد فوزي                             |
| 2     | مصر     | مدافع  | باهر المحمدي                          |
| 3     | مصر     | مدافع  | محمد الدسوقي                          |
| 4     | مصر     | وسط    | عماد حمدي                             |
| 5     | الجزائر | وسط    | محمد بن خماسة                         |
| 6     | مصر     | مدافع  | محمد نصر                              |
| 7     | مصر     | وسط    | أحمد الشيخ (لاعب كرة قدم مواليد 1992) |
| 8     | مصر     | وسط    | عمر الوحش                             |
| 9     | مصر     | مهاجم  | باسم مرسي                             |
| 10    | مصر     | وسط    | عبد الرحمن مجدي                       |
| 11    | مصر     | وسط    | محمد الشامي                           |
| 12    | مصر     | مدافع  | أحمد محسن                             |
| 13    | مصر     | حارس   | أحمد عادل عبد المنعم                  |
| 14    | مصر     | وسط    | صالح جمعة                             |
| 15    | تونس    | مدافع  | حمدي النقاز                           |
| 16    | مصر     | حارس   | محمد كوكو                             |
| 17    | مصر     | وسط    | محمد مخلوف                            |
| 18    | مصر     | وسط    | محمد حسن عبد الحفيظ                   |
| 19    | مصر     | مهاجم  | حازم مرسي                             |

| الرقم | البلد       | المركز | اللاعب              |
| ----- | ----------- | ------ | ------------------- |
| 20    | مصر         | وسط    | محمد عبدالسميع      |
| 21    | مصر         | وسط    | أحمد مدبولي         |
| 22    | مصر         | مدافع  | عصام صبحي           |
| 23    | مصر         | مدافع  | محمد عمار           |
| 24    | مصر         | مدافع  | كريم عرفات          |
| 25    | مصر         | وسط    | محمد خليفة          |
| 26    | تونس        | مدافع  | نور الزمان الزموري  |
| 27    | مصر         | وسط    | مصطفى فارس          |
| 28    | تونس        | مهاجم  | فراس شواط           |
| 29    | مصر         | مدافع  | محمد هاشم           |
| 30    | غانا        | وسط    | ياو أنور            |
| 33    | مصر         | وسط    | محمد بيومي محمد     |
| 34    | مصر         | مدافع  | إياد العسقلاني      |
| 37    | مصر         | حارس   | عبد الله جمال       |
| 39    | مصر         | وسط    | عمر الساعي          |
| 40    | مصر         | وسط    | مروان حمدي          |
| 45    | ساحل العاج  | مهاجم  | عبد القادر كوليبالي |
| 77    | دولة فلسطين | مهاجم  | خالد النبريص        |

## رؤساء النادي
| الرقم | الاسم                            | من          | إلى         |
| ----- | -------------------------------- | ----------- | ----------- |
| 1     | صالح محمد على                    | 1926        | 1927        |
| 2     | أبو زيد المنياوى                 | 1927        | 1932        |
| 3     | صالح بك عيد                      | 1933        | 1947        |
| 4     | سليمان عيد                       | 1947        | 1962        |
| 5     | عبد الحميد عزت                   | 1962        | 1963        |
| 6     | عثمان أحمد عثمان                 | 1963        | 1988        |
| 7     | فاروق حمدان                      | 1988        |             |
| 8     | محمد طه مطر                      | 1988        | 1993        |
| 9     | رافت عبد العظيم                  | 1993        | 1993        |
| 10    | عزمى بدوى                        | مايو 1991   | أغسطس 1991  |
| 11    | محمد رحيل                        | 1992        | 1996        |
| 12    | محمد أبو السعود                  | مارس 1996   | ديسمبر 1996 |
| 13    | إسماعيل عثمان                    | 1997        | 2005        |
| 14    | صلاح عبد الغنى .. مجلس مؤقــت    | إبـريل 2005 | 2005        |
| 15    | عبد المنعم عمارة                 | 2005        | سبتمبر 2005 |
| 16    | رأفت عبد العظيم                  | 2005        | إبريل 2006  |
| 17    | يحيى الكومى                      | 2006        | 2008        |
| 18    | إبراهيم عاشور                    | يناير 2008  | مايو 2008   |
| 19    | سعد الجندى                       | مايو 2008   | يونيو 2008  |
| 20    | نصر أبو الحسن                    | 2008        | 2011        |
| 21    | رأفت عبد العظيم                  | 2011        | 2012        |
| 22    | محمد أبو السعود                  | 2012        | 2016        |
| 23    | إبراهيم عثمان                    | 2016        | 2021        |
| 24    | يحيي الكومي.                     | 2021        | 2022        |
| 25    | اللواء ابو بكر الحديدي ( مؤقتاً ) | 2022        | 2023        |
| 25    | نصر أبوالحسن                     | 2023        | حتى الأن    |
|       |                                  |             |             |

## ملعب النادي
استاد الإسماعيلية أنشئ عام 1939م ويختص لنادي الإسماعيلي وتم إنشاؤه تحت سعة 15,000 متفرج، وكانت له عدة تجديدات حيث في عام 2001 م تم تزويد مدرج الدرجة تانية وسط حيث أصبح الاستاد يتسع ل 30,000 متفرج، وتجدد مرة أخرى في 2006 م بدون أية تعديلات، وفي عام 2009 م تجدد الاستاد مرة أخرى حيث تم تزويد كل مدرجات الملعب بالمقاعد المريحة بسعة 30,000 متفرج، وينقسم إلى:
1- المقصورة الرئيسية: يقع مدخل المدرج عند شارع رضا أحد أشهر الطرق في الإسماعيلية وتضم مجلس الإدارة وإدارة الإستاد وغرف التحكم وأماكن للمعلقين ومزودة بإمكانيات متعددة لخدمة الجمهور.
2- مدرج الدرجة الثانية أو (تالتة وسط كما يسميه عشاق ومحبي نادي الإسماعيلي) وهو المدرج المواجه للمقصورة مباشرةً وبوابته في شارع شبين.
3- مدرج الدرجة الثالثة يمين المقصورة: ويسمى أيضًا (بالمعاشات) وعادة يتم فيه استضافة جمهور الفريق الضيف.
3- مدرج الدرجة الثالثة يسار المقصورة: وهو مخصص لمشجعي الفريق المضيف كباقي المدرجات.
يقع الإستاد في قلب مدينة الإسماعيلية لذلك يسهل الوصول إليه من أي مكان بالمحافظة عن طريق وسائل المواصلات أو السير على الأقدام.
استضاف الملعب مباريات من بطولة كأس الأمم الأفريقية عام 2006 التي أقيمت مباريات كأس العالم 2009 والتي أقيمت في مصر.

## وصلات خارجية
- الموقع الرسمي للنادي
- صفحة نادي الإسماعيلي على موقع ترانسيفر ماركت
- صفحة نادي الإسماعيلي على موقع كووورة
- صفحة النادي الإسماعيلي على موقع فيلجول
- صفحة نادي الإسماعيلي  على فيسبوك.